# 民主集团 (波兰)
民主集团（波蘭語：Blok Demokratyczny）是波兰历史上的一个统一战线组织和选举联盟。它的前身是1944年秋季波兰工人党及其盟友建立的政治联盟，该联盟是波兰民族解放委员会、波兰共和国临时政府和民族团结临时政府建立的政治基础，其成员通过民主党派协调中央委员会密切合作。
1945年11月，波兰社会党正式提出建立民主党派集团的倡议，但实际上这是一个完全依赖于波兰工人党的组织，旨在确保在即将举行的1947年波兰议会选举中只提出一个完全由波兰工人党控制的选举名单。该组织的成员包括波兰工人党、波兰社会党、民主党和人民党。波兰人民党“新解放”和劳动党也与该组织合作，共同提出名为“民族团结阵线”的选举名单。斯坦尼斯瓦夫·米科瓦伊奇克领导的波兰人民党拒绝加入该组织，因为波兰工人党不同意他提出的议会席位分配方案。该组织在1947年波兰议会选举中获胜。选举后，波兰人民党—左翼也加入该组织。1948年，该组织改名为民主集团。1952年，该组织改组为民族阵线。